# Dendroides ussuriensis
Dendroides ussuriensis is een keversoort uit de familie vuurkevers (Pyrochroidae). De wetenschappelijke naam van de soort is voor het eerst geldig gepubliceerd in 1977 door Medvedev.